# Опахань
Опаха́нь — село в Брянском районе Брянской области, в составе Глинищевского сельского поселения. Расположено в 5 км к юго-западу от села Глинищево. Население — ↗73  человек (2013).

## История
Впервые упоминается в 1610 году как сельцо; бывшее владение Безобразовых (с середины XVII века — Зиновьевых, позднее А. А. Замятиной, И. Н. Тютчева, в XIX веке — А. М. Львова и Е. Н. Игнатьевой). Покровская церковь упоминается как сгоревшая в Смутное время; возобновлена к 1676 году (не сохранилась).
В XVII—XVIII вв. входило в состав Подгородного стана Брянского уезда; с 1861 по 1924 в Госамской волости Брянского (с 1921 — Бежицкого) уезда. В 1908 году была открыта церковно-приходская школа. До начала XX века преобладал вариант названия села «Опыхань»; также по названию храма именовалось «Покровское».
В 1924—1929 входило в Овстугскую волость; с 1929 года в Брянском районе.
До 1930-х гг. являлось центром Опыханского сельсовета.